# هرمونيكا
الهرمونيكا أو الهرمونكة أو الشَّفَوِيَّة أو الأُرغن الفموي أو (نقحرة: هارمونيكا من الإنجليزية: Harmonica) هي آلة نفخ موسيقية حرة الريشة تحوي على عدد من الريش المصنوعة من البرونز أو النحاس الأصفر مثبتة من جهة واحدة تنتج نغمة معينة باهتزازها الحر في فتحة ممر هوائي ذو أبعاد مماثلة.

## لمحة تاريخية
مخترعها هو الألماني كريستيان فريدريش لودفيج بوشمان عام 1821 م.

## الأجزاء
تختلف الهرمونيكا عن بقية الآلات حرة الريشة بافتقارها للوحة مفاتيح. بالمقابل، ينتج العازف النغمات المختلفة بوضع فمه فوق الممر الهوائي المناسب، والذي يتكون عادة من مجموعة معينة من الفتحات في مقدمة الآلة. وتتصل كل فتحة بريشة واحدة أو ريشتان أو بضع ريش تبعا لنوع آلة الهرمونيكا المستخدمة. ولكون الريش المتوضعة فوق الفتحة تصنع بحيث تهتز بسهولة أكبر بالهواء المار من فوقها، فإنه من الممكن اختيار ريش معينة بتغيير اتجاه النفس (نفخ أو سحب).

## الأنواع
يوجد أنواع كثيرة للهَرمونِكة فمنها التريمولو وهو أكثر نوع منتشر في العالم، والدياتونيك والكروماتيك والتي تتميز بوجد غماز في جانب الهرمونيكا والذي يسمح بسد بعض الفتحات ليعطي النصف تون وهي النغمات الموجودة على الأصابع السوداء في البيانو، هذه هي الأنواع الأشهر للهَرمونِكة ولكن يوجد أنواع أخرى مثل البيس هَرمونِكة وغيرها من الأنواع الفرعية.

## الاستعمالات
تستخدم الهرمونيكا عادة في موسيقى البلوز والموسيقى الشعبية، كما تستخدم في الجاز والموسيقى الكلاسيكية وموسيقى الريف وموسيقى الروك آند رول والبوب. وتجد الهرمونيكا شعبية متزايدة في الموسيقى الإلكترونية، مثل موسيقى الرقص والهيب هوب وغيرها.